# Пискун, Иван Иванович
Ива́н Ива́нович Писку́н (25 января 1914 — 18 февраля 1982) — командир 5-й стрелковой роты 795-го стрелкового полка 228-й Вознесенской стрелковой дивизии 53-й армии 2-го Украинского фронта, лейтенант.

## Биография
Родился 25 января 1914 года на хуторе Гейдино ныне в черте села Левадное Александровского района Донецкой области Украины. Работал монтажником на заводе в городе Краматорске Донецкой области.
В Красной Армии в 1937—1939 годах и с 1941 года. Участник Великой Отечественной войны с июля 1941 года. Участвовал в боях Смоленского оборонительного сражения, в Сталинградской битве, в зимне-весеннем наступлении 1942—1943 годов, в Курской битве, в форсировании Днепра, в освобождении Украины, Румынии, Венгрии, Чехословакии.
25 октября 1944 года во главе роты переправился на правый берег реки Тиса и захватил плацдарм. В течение 4 суток рота отразила 18 контратак противника. 24 марта 1945 года за образцовое выполнение боевых заданий командования и проявленные при этом мужество и героизм лейтенанту Пискуну Ивану Ивановичу присвоено звание Героя Советского Союза с вручением ордена Ленина и медали «Золотая Звезда».
С 1946 года в запасе. Жил на хуторе Новосамарском Александровского района Донецкой области. Скончался 18 февраля 1982 года.